# 木原征治
木原 征治（きはら せいじ、1941年1月15日 - 2018年12月4日）は、広島県広島市堀越（現・南区）出身のフィールドホッケー選手・指導者。現役時代のポジションはセンターフォワード（FW）。1960年ローマオリンピック、1964年東京オリンピック日本代表。元男子代表監督で、2007年9月から男子強化本部長に就任。元日本ホッケー協会副専務理事、常任理事。

## 来歴
昭和30年代に黄金期を築いたホッケーの名門・広島山陽高校の中心フォワードとして在学中、高校選手権、国体の二冠を各1度制覇、進学した早稲田大学でも主力選手として活躍した。早稲田在学中、19歳で1960年ローマオリンピックの日本代表となるがチームは予選リーグで敗退。
1964年東京オリンピックではホッケー日本代表の18人中、6人が山陽高校OBで固められたが、木原も中心FWとして地元開催の重圧と戦いながら8強入りに貢献した。ドイツとの最終戦では豪快なロングシュートを叩きこんだ。オリンピック終了後引退。
1977年ローマインターコンチネンタルカップから男子代表監督就任。その後延べ10年以上代表監督、また強化委員長を務めた。2004年一時体調を崩したが2007年9月、2008年北京オリンピックで1968年メキシコシティーオリンピック以来のオリンピック出場を目指す男子代表チームの強化本部長に就任、陣頭指揮を執る。
2018年12月4日午後9時33分、直腸癌のため広島市内の病院で死去、77歳だった。